# Gunnera manicata
Gunnera manicata, известен като „бразилски гигантски ревен“ или „гигантски ревен“, е вид цъфтящо растение от семейство Gunneraceae, родом от Бразилия.

## Наименование
Въпреки популярното име това растение не е тясно свързано с ревена. То е кръстено на норвежкия епископ и натуралист Йохан Ернст Гюнерус, който публикува описание и за гигантската акула.

## Описание
Gunnera manicata е голямо тревисто многогодишно растение, образуващо туфи, което расте до 2,5 м височина и на 4 м или повече широчина. Листата му обикновено имат чудовищни размери. Те са с диаметър, надхвърлящ 120 см, и с разпространение от 3×3 м. По долната страна на листата и цялата дръжка има бодли. В началото на лятото растението цъфти с малки червено-зелени цветове в конични разклонени метлици, последвани от малки, сферични плодове. Въпреки това то се отглежда предимно заради масивните си листа.

## Местообитание
Gunnera manicata е родом от планините Сера до Мар в Бразилия, където се използва в традиционната медицина за болести, предавани по полов път.

## Отглеждане
Gunnera manicata расте най-добре във влажни условия, като например в близост до градински езера, но не обича студа.
Растението е печелило Наградата за градински заслуги на Кралското градинарско общество.

## Галерия
- Пъпка
- Общ вид
- Листо отблизо
- Бодли по листата
- Цвят
- Цвят